# Hov! (famous last words)
Hov! (famous last words) er en dansk eksperimentalfilm fra 1989, der er instrueret af Knud Vesterskov, Ulrik Al Brask og Jens Tang efter manuskript af Knud Vesterskov.

## Handling
En splattervideo, hvor alt overflødigt er skrællet væk, og kun et rent voldsorgie er tilbage. Her vist med en uskyldig og humoristisk holdning til volden som kunstart. En video der provokerer tilskueren frem til en holdning om vold i medierne.